# حزب التجديد والإنصاف
حزب التجديد والإنصاف هو حزب سياسي مغربي تأسس يوم 12 مايو 2002 بالرباط و شارك في كل الإستحقاقات الانتخابية (شتنبر 2002، شتنبر 2007، نوفمبر 2011).